# Bruno Wolfer
Bruno Wolfer (Elgg, cantó de Zúric, 10 de setembre de 1954) és un ciclista suís, ja retirat, que fou professional entre 1976 i 1983. En el seu palmarès destaquen una victòria d'etapa al Giro d'Itàlia de 1979, una a la Volta a Suïssa de 1977 i una altra al Tour de Romandia de 1978.
La seva filla Andrea també s'ha dedicat al ciclisme.

## Palmarès
- 1976
  - 1r al Gran Premi Tell
- 1977
  - 1r al Tour del llac Léman
  - Vencedor d'una etapa a la Volta a Suïssa
- 1978
  - Vencedor d'una etapa al Tour de Romandia
- 1979
  - Vencedor d'una etapa al Giro d'Itàlia
- 1981
  - 1r a la Niça-Alassio

### Resultats al Giro d'Itàlia
- 1978. 25è de la classificació general
- 1979. 12è de la classificació general. Vencedor d'una etapa
- 1982. Abandona
- 1981. 49è de la classificació general
- 1983. 73è de la classificació general